# Goods Island
Goods Island, auch Palilug genannt, ist eine kleine Insel im Archipel der Torres-Strait-Inseln. Sie liegt im Nordwesten der Thursday-Inseln, 980 Meter westlich von Hammond Island, und ist von Thursday Island, der Hauptinsel in der Torres Strait, knapp fünf Kilometer entfernt.
Verwaltungstechnisch gehört Goods Island zu den Inner Islands, der südlichsten Inselregion im Verwaltungsbezirk Torres Shire des australischen Bundesstaats Queensland.
Die flache Insel ist etwa 3,2 Kilometer lang und im Durchschnitt weniger als einen Kilometer breit. Goods Island ist unbewohnt.